# Терёхин, Леонид Степанович
Леонид Степанович Терёхин (28 июля 1930 — 16 августа 2001) — советский и российский поэт.

## Биография
Родился в с. Ново-Никольское, Звенигородский р-н Московской обл. (ныне территория города Красногорска). 8-м ребёнком в семье крестьянина-середняка, русский. Отец — Терёхин Степан Васильевич (1894 — 05.12.1941), участник Первой мировой, гражданской и Великой Отечественной войны, погиб при освобождении г. Венёв (Тульская обл.). Мать — Терёхина (Иванова) Анастасия Сергеевна (1893—1967).
С 11 лет работал в колхозе, осенью 1941 г. подвозил на подводах продовольствие к тыловым подразделениям частей Красной Армии, оборонявших рубеж Козино — Нефедьево, пережил бомбёжки.
С 1946 по 1956 год работал на авиационных заводах (слесарь, моторист, чертёжник, контролер ОТК, разметчик 7-го разряда). Закончив Лебедевскую вечернюю среднюю школу, в 1956 г. поступил в Литературный институт имени Горького (семинар В. Захарченко), который окончил в 1961 г. (при поддержке известного поэта Ярослава Смелякова, писавшего отзыв на дипломную работу Терёхина). После первого выступления по Иркутскому радио с 1960 г. часто выступал со стихами по Всесоюзному радио (в программе «Маяк»). С 1975-го по 1987 г. несколько раз выступал в поэтических передачах по региональному и центральному телевидению (Владивосток, Комсомольск-на-Амуре, Москва).
Член Литфонда СССР с 1963 г. Член Союза писателей СССР с 1973 г. С 1992 г. член Союза писателей России.
В своём творчестве, стихотворениях и поэмах воспел подвиг многонационального советского народа в Великой Отечественной войне, славил трудовые будни простых людей, воспевал русскую природу, призывал беречь родное Подмосковье.
Наиболее известные стихотворения: «Лицо войны», «Золотая свадьба», «Ищу могилу своего отца», «Как планеты обетованной…», «Геометрия города», «Дом Павлова», «Расставание с летом», «Госпиталь Вишневского»; поэмы «Слово о матери» (1975), «Талан» (1981), «Камень Зведолик» современная чудо-сказка (1985). Произведения Л. С. Терёхина переводились на болгарский, молдавский, украинский языки.
Умер 16 августа 2001 года. Похоронен на Пенягинском кладбище.

## Память
В 2002 году на доме, где жил поэт, была установлена мемориальная доска.
28 августа 2021 года Творческому центру «Звонкая строка» при ДК «Подмосковье» (Красногорский городской округ Московской области) присвоено имя Леонида Терехина.

## Награды
- Медаль «За доблестный труд в Великой Отечественной войне 1941—1945 гг.» Удостоверение АА N 213674;
- Медаль «50 лет Победы в Великой Отечественной войне». Удостоверение З N 7655606.

### Книги
- Оратания: Стихи. — М.: Моск. рабочий, 1969. — 88 с. Тираж 10 000 экз.
- Берёзовица: Стихи. — М.: Моск. рабочий, 1974. — 88 с. Тираж 10 000 экз.
- Подмосковная глубинка: Стихи. — М.: Сов. писатель, 1974. — 95 с. Тираж 10 000 экз.
- Хорошая примета: Стихи. — М.: Современник, 1979. — 78 с. Тираж 10 000 экз.
- Расставание с летом: Стихи. — М.: Сов. писатель, 1981. — 80 с. Тираж 20 000 экз.
- Мозаика осени: Стихи. — М.: Сов. писатель, 1990. — 128 с. Тираж 3600 экз. ISBN 5-265-01300-8
- Дуэль: Буклет стихотворений. — М.: Голос, 1992. − 1 л., слож. в 7 с. Тираж 2000 экз.
- Гороскоп. — М.: РБП, 1993. — 7 с. Тираж 900 экз.
- Лицо войны. — М.: РБП, 1995. — 7 с. — Тираж 1000 экз.
- Камень Звездолик. Стихи. Современная чудо-сказка. Избранное. — Кисловодск, 2001. — 100 с. Тираж 300 экз.
- Оратания Россия. Собрание стихотворений и поэм. Рассказы, статьи, письма / Ред.-сост. В. Л. Терёхин. — М.: Знак, 2011. — 808 с. Тираж 300 экз. ISBN 978-5-87789-058-9.
- «Эта песня в душе моей сызмальства…» Избранные стихотворения, поэмы. Неопубликованные произведения / Ред.-сост. В. Л. Терёхин. — М.: Издательство «ИТРК», 2018. — 200 с. Тираж 100 экз. ISBN 978-5-88010-534-2
- Ветка вербы в яроводье. Избранные стихотворения. Неопубликованные стихотворения и поэмы / Ред.-сост. В. Л. Терёхин. — М.: Издательство ИТРК, 2020. — 164 с. Тираж 32 экз. ISBN 978-5-88010-714-8

## Публикации

#### Публикации с 1953 по 16 августа 2001 года
- Металлисты на току // Заводская правда (многотиражка 41-го завода, г. Москва). 1953. N 78(890);
- Моя бригада // Смена. 1959. N 22. С. 4;
- Счастье поиска // Подъём. 1959. N 6. С. 27;
- В гостях у Венеры // Техника молодёжи. 1960. N 7. С. 30;
- «Мы славу России растили…» // Молодая гвардия. 1963. N 6. С. 87;
- Лицо войны // Москва. 1966. N 2. С. 164;
- Золотая свадьба // Работница. 1969. N 8. С. 23;
- Дорог отцовских продолженье // Эстафета. Коллектив авторов. — М.: Советская Россия, 1970. — С. 64-91 Тираж 10 000 экз.
- Ищу могилу своего отца // Юность. 1970. N 3. — С. 74;
- Дом Павлова // Литературная Россия. 1972. N 31(499) 28 июля. П. 7;
- Полуница // Огонёк. 1974. N 7. С. 23;
- Волоколамское шоссе // Смена. 1975. N 4. С. 3;
- Мост // Смена. 1976. N 4. С. 26;
- Олимпийские игры // Москва. 1979. N 4. С. 145—146;
- Талан // Я подданный страны Поэзия: коллективный сб. стихотворений. — М.: Советская Россия, 1982. — С. 265—307. Тираж 20 000 экз.
- «Лучше я проживу, как изгой и бессребренник…» // Москва.1986.N 9. С. 172—173;
- Бамовка // Смена. 1987. N 12. С. 7;
- «Как рано птицы просыпаются…» // Литературная Россия. 1990. N 35(1439) 31 августа. С.15.
- Госпиталь Вишневского // Подмосковье. 1995. 4 февраля. N 5(232). — П. 1
- Годы-вёрсты // Мы помним! Воспоминания последних лет XX века. Альманах. — Красногорск, 1999. — С. 92-93.
- Неосторожный выстрел [Рассказ] // Литературная Россия. — 28 июля 2000 г. — N 30(1954). — П. 13
- Дням хорошим откроем мы счёт // Красногорск [Илл. буклет]. — Красногорск: Красногорские вести, 2000. — С. 23.
- Первый день войны. Неосторожный выстрел [Рассказы] // Подвиг бессмертен. Последние свидетельства. — М.: Литературная Россия, 2000. — С. 244—246

#### Публикации 17 августа 2001 года — 2025 год
Поэзия:
- «Меня тревожно мысль куда-то гонит…»; «Россию мысленно окинув…»; «В моих глазах таится ночь зрачков…»; «Прилетели мёртвые боги…» / [Вступительное слово: Терёхин, В. Л. Певец Подмосковья и русской отчизны] // Российский писатель. — 18 сентября 2003 г. — № 16(67). — П. 12.
- Лицо войны; Добровольцы // Николаев П. А. Поэтический пантеон победной войны. — М.: Русский импульс, 2005. — С. 242—244
- «Годы-вёрсты» // Город на Красной Горе. Стихи. Шестой выпуск, юбилейный. — Красногорск, 2007. — С. 78-79.
- «Дням хорошим откроем мы счёт», «Лицо войны я на всю жизнь запомнил…» [1 строфа стихотворения], «Лицо войны я на всю жизнь запомнил…» [Лицо войны], «Кто губы изваял твои…», «Дремлют, согретые розовым…», «На опушке торжественно тихо…», «Какая древняя Россия…» [Россия] // Город на Красной Горе. Избранное. Юбилейный выпуск. — Красногорск, 2013. — С. 11, 34, 48, 49, 66, 103, 124.
- Сергей Есенин; Сергею Есенину; Сонет Сергею Есенину [Стихотворения]; Алый свет зари [статья] // [04.02.2013] Алый свет зари
- «Край родной! Я не знаю насколько...» //  Подмосковные просторы: сборник стихов, посвященный 85-летию Московской области. - Протвино, 2014. - С. 40.
- [«Слушал я не сирен, не оракулов…»] «Как планеты обетованной…», «Ищу могилу своего отца» // День литературы. 2015. N 7(225)[2]
- Сергей Есенин; Сергею Есенину; Сонет Сергею Есенину // WEB-ресурс «Стихи о русской словесности». Терёхин Леонид Степанович (1930—2001). — 28 января 2017 г. http://stihioslovesnocti.blogspot.com/2017/01/blog-post_562.html
- «Поэты любят помолчать…» // Город на Красной горе. Восхождение. — Красногорск: 2018. — С. 127.
- Подмосковье и «перестройка». 17 неопубликованных стихотворений из архива поэта (1989—1990 гг.) [«Я не москвич, я — москвитянин…» и другие] // Сельское эхо: сборник поэзии и прозы. Выпуск шестой. — М.: «Буки-Веди», 2019. — С. 175—190.
- Годы-вёрсты; Горят в темноте светлячки детских глаз; Август Сорок Пятого // «Мы вахту памяти несем…» Поэзия и проза / Авт.-сост. Н. А. Бердова. М.: Издательство Перо, 2020. — С.34-35, 71, 203—204.
- Посвящение. Памяти земляка — Героя Советского Союза Сергея Елизарова // Бердова Н. А. Я расскажу вам о войне… Путеводитель памяти о Великой Отечественной войне и её участниках — жителях Красногорского района (Красногорского городского округа) Московской области. — М., 2021. — С. 58-59.
- «Ищу могилу своего отца» // Война и мир. Антология. Стихи о Второй мировой войне 1941—1945 / Ред.-сост. Б. И. Лукин[3]
- Сергей Есенин; Сергею Есенину; Сонет Сергею Есенину.

http://esenin-lit.ru/esenin/text/about/terehin-stihi-o-esenine.htm
Воспоминания, литературоведение, критика:
- Юлина, Ирина. Я подданный страны Поэзия // https://proza.ru/2013/09/01/53 [13.11.2005]
- Самсонова, И. В. Леонид Степанович Терёхин // Красногорье [Историко-краеведческий альманах]. — 2006. — N 10. — C. 166—169
- Алый свет зари[4]
- Терехин, Валерий. Леонид Терехин — певец Подмосковья и великой России. К 80-летию со дня рождения поэта // Терехин Валерий. Утаенные русские писатели. — М.: Знак, 2009. С. 218—228.
- Васильева, Л.. «Эта песня в душе моей сызмальства…» // Красногорские вести. URL: 2011[5]
- Певец земли красногорской[6]
- Деркач, Анатолий. Памяти Л. С. Терёхина // Вяземский вестник. 22 октября 2012 года. N 44
- Чебыкина Т. М. Леонид Степанович Терёхин // Красногорье [Историко-краеведческий альманах]. — 2014. — N 18. — C. 134—136
- Терёхин, Валерий. «Я из поколения, которому нет цены!» // Мы вахту памяти несем… Поэзия и проза / Авт.-сост. Н. А. Бердова. — М.: Издательство Перо, 2020.- С. 284—286.
- Новикова, Людмила. И вечно имени его звучать в стихах поэтов-земляков // Красногорские вести. — 21 октября 2021 года. N 96(4745). — П. 20
- Шилкин, Александр. Подмосковные архивисты рассказали об исследовании стихов Маяковского // Все новости Клина [ Клин. Серп и молот]. 20 июля 2023, 01:00.

https://inklincity.ru/news/kultura/podmoskovnye-arhivisty-rasskazali-ob-issledovanii-stihov-majakovskogo